# Рой Олівер Дісней
Рой Олівер Дісней (англ. Roy Oliver Disney, 24 червня 1893 — 20 грудня 1971) — американський підприємець, банкір та кінопродюсер. Старший брат Волта Діснея, а також співзасновник The Walt Disney Company. Займав посаду генерального директора (1929—1971) та президента компанії (1945—1971).

## Біографія
Народився в Чикаго в родині Елайаса та Флори Дісней. У дитинстві підробляв рознощиком газет, разом зі своїм молодшим братом Волтом. Закінчивши у 1912 році школу він кинув роботу рознощика і почав працювати на фермі. Згодом Рой влаштувався на роботу банківського клерка у Канзасі. 
З 1917 по 1919 рік Рой проходив військову службу у Військово-морських силах США. Після того як Рой захворів на туберкульоз його було звільнено і він переїхав у Лос-Анджелес, де у 1923 році вони з Волтом засновують невелику анімаційну студію Disney Bros. Studio. 
У той час як Волт був творчим генієм, Рой вів фінансові справи компанії. Саме він у 1928 році став першим генеральним директором корпорації, хоча офіційно цю посаду було засновано лише у 1968 році.
У квітні 1925 року Рой одружився з Едною Френсіс, а 10 січня 1930 року у них народився син — Рой Едвард Дісней.
Коли Волт помер у 1966 році, Рой став ініціатором добудови та перейменування «Disney World» у «Walt Disney World» (Світ Волта Діснея). Під час відкриття парку Рой заявив: «Всі чули про автомобілі Форд. Але чи всі з них чули про Генрі Фордa, який створив їх? Дісней Ворлд названий на честь людини, що створила все це, так що люди будуть пам'ятати його ім'я до тих пір, поки Дісней Ворлд існує». Незабаром після відкриття, Рой Дісней запитав вдову Волта, Лілліан, що вона думає про центр розваг Дісней Ворлд. Згідно з біографом Бобом Томасом, вона відповіла: «Я думаю, що Волт схвалив би його».
Рой Дісней помер через 3 місяці після відкриття парку, 20 грудня 1971 року. Був похований на цвинтарі Голлівуд-Гіллс у Каліфорнії.